# Клара Катаріна Поллачек
Клара Катаріна Поллачек (нім. Clara Katharina Pollaczek, уроджена Loeb (Löb); нар. 15 січня 1875 — пом. 22 липня 1951) — австрійська письменниця, деякі її роботи підписані псевдонімами Bob і Bob Béol.
Відома в літературі також через стосунки з Артуром Шніцлером, чиєю супутницею життя вона стала 1923 та до його смерті 1931 року.

## Життєпис
Народилася Клара Катаріна Леб 15 січня 1875 року у Відні в єврейській родині банкіра Луї Леба (Louis Loeb, 1843—1928), де росла разом зі своїми двома братами Альфредом та Отто, а також сестрою Ганною. Її дід був текстильним магнатом, який одягав армії Габсбургів під час Наполеонівських воєн. Отримала початкову домашню освіту, літо часто проводила з усією родиною в Бад-Ішлі,.
Обдарована й освічена, Клара почала писати в 19 років, підписуючись чоловічими псевдонімами. У квітні 1897 року в літературному журналі Neue Deutsche Rundschau[de] з'явилася її перша робота «Mimi. Schattenbilder aus einem Mädchenleben».
10 травня 1898 року вона одружилась в синагозі Штадттемпель з Отто Поллачеком (Otto Полачека), який народився в Празі і став спадкоємцем найбільшого оптового торговця шкірою. У 1899 році у них народився її перший син — Герман Еріх, в 1902 році другий — Карл Фрідріх. Сім'я жила у Відні у власному будинку на вулиці Blumauergasse. Шлюб Клари не був щасливим — Поллачек незабаром зрадив їй під час другої вагітності, відправившись на відпочинок зі своєю коханкою. У 1907 році його компанія зіткнулася з фінансовими труднощами, і 17 квітня 1908 року Отто Поллачек покінчив з собою. Клара виїхала з його дому до своїх батьків, залишившись без доходу з невеликою сумою коштів.
Після Першої світової війни фінансове становище сім'ї погіршилося. Їй довелося продати свої прикраси і покинути будинок батьків, який був проданий згодом у 1928 році. Деякий час вона жила в готелі, перш ніж переїхати в невелику квартиру у вісімнадцятому окрузі Відня. Щоб підтримати сім'ю, в 1924 році вона повернулася до письменницької діяльності, також працюючи перекладачкою. В 1920—1930 роках вона публікувала оповідання, новели і вірші в престижній щоденній газеті Neue Freie Presse. Клара написала кілька романів, здобувши велику кількість відданих їй читачів.
Після аншлюсу Австрії Клара Поллачек була піддана антисемітським переслідуванням. Можливо, їй допоміг вижити чехословацький паспорт, отриманий в результаті шлюбу з Отто Поллачеком. Через два дні після окупації Австрії вона переїхала до Праги, де жила поки Німеччина не зайняла і цю країну. Поллачек переїхала до друзів у Швейцарію, де, маючи фінансову підтримку від родичів, залишалася до кінця Другої світової війни. В 1945 році вона приєдналася до свого сина Карла, який з сім'єю жив в Англії. Її брат Отто Леб організував повернення Клари до Відня в 1948 році.
Клара Поллачек захворіла і вже не змогла відновити літературну кар'єру. Багато її колег, з якими вона працювала до 1938 року, померли, або емігрували з країни.
Вона померла 22 липня 1951 року у Відні, очевидно, від раку і була похована серед інших почесних громадян міста на міжконфесійному кладовищі Sieveringer Friedhof. Повідомлення про її смерть з'явилося на шпальтах Neue Freie Presse від 25 липня 1951 року.

### Родина
- Її молодший син Карл Поллачек, який працював лікарем, був заарештований гестапо в 1938 році. Після звільнення втік зі своєю дружиною і дочкою до Швейцарії, а звідти — до Великої Британії. У 1982 році в автобіографії «Two halves of a Life» він описав історію своєї родини і життя його матері під час Другої світової війни.
- Старший син Герман емігрував у 1931 році через Гамбург до Аргентини.

- Сестра Ганна також мала літературну кар'єру, але з меншим успіхом. Вона загинула в концентраційному таборі Терезінштадт.
- Брат Клари Отто став адвокатом і жив у Відні. Він пережив роки нацизму, через свою видатну військову служби під час Першої світової війни. Займався юридичною практикою як «радник і юрисконсульт для євреїв».
- Інший її брат — Альфред, став художником, був членом об'єднання Hagenbund. У 1939 році жив у Лондоні, помер у 1945 році в монастирі.